# Rómulo Betancourt
Rómulo Betancourt znany jako "ojciec demokracji wenezuelskiej" (ur. 22 lutego 1908, zm. 28 września 1981) – polityk i prawnik, przywódca lewicowego ruchu studenckiego przeciwko Juanowi Vicente Gómezowi, założyciel partii Akcja Demokratyczna (1941), po obaleniu w 1945 dyktatury wojskowej prezydent, następnie na emigracji wskutek przewrotu Carlosa Delgado Chalbauda, ponownie prezydent w latach 1959-1964.
Jako młody człowiek wyjechał z Wenezueli do Kostaryki, gdzie dołączył do radykalnych studenckich grup komunistycznych. W wieku 22 lat został liderem tamtejszej partii komunistycznej. W 1937 powrócił do Wenezueli i zrezygnował z komunistycznych poglądów. Założył opozycyjną partię Akcja Demokratyczna mającą umiarkowany charakter. W latach 40. stał się politykiem rozpoznawanym na arenie południowoamerykańskiej. Współpracował z politykami spoza Wenezueli. Według Jorge Eliécerowi Gaitánowi będącego przywódcą kolumbijskich liberałów, Betancourt zaoferował mu broń i pieniądze do wywołania w Kolumbii rewolucji antyrządowej. Akcja Demokratyczna nie uznała stopniowych i powolnych reform wprowadzanych przez Isaíasa Medine Angarite uważając je za niewystarczające. W 1945 roku Betancourt objął rządy na skutek puczu dokonanego przez Patriotyczny Związek Wojskowy. Wojskowi utworzyli co prawda początkowo Rewolucyjną Juntę Wojskową lecz szybko oddali władzę w ręce cywili. Betancourt rozpoczął proces demokratyzacji kraju. W 1948 roku jego rządy i proces demokratyzacji zatrzymany został przez pucz dokonany przez prawicowych wojskowych (z których część była organizatorami zamachu z 1945 roku).  W wyniku przewrotu władzę w kraju objął Carlos Delgado Chalbaud, który wziął udział w puczu 1945 roku a następnie Marcos Pérez Jiménez. Rządy dyktatora przerwało zbrojne powstanie z 1958 roku. Głową państwa został przedstawiciel armii Wolfgang Larrazábal, zyskał on znaczną popularność w społeczeństwie. 14 grudnia 1958, na dwa tygodnie przed planowanymi wyborami prezydenckimi, odszedł ze sprawowanej funkcji przewodniczącego junty. W wyborach starli się ze sobą Betancourt i Larrazábal. Konkurent Betancourta zyskał poparcie Republikańskiej Unii Demokratycznej i Komunistycznej Partii Wenezueli, Betancourt natomiast reprezentował Akcję Demokratyczną. Betancourt zdobył 1 284 092 głosów wygrywając tym samym wybory, jego kontrkandydat zdobył natomiast 902 tysiące głosów.
W październiku 1958 roku doszło do porozumienia trzech największych partii Wenezueli - Akcji Demokratycznej która przyjęła socjaldemokratyczny program, Republikańskiej Unii Demokratycznej oraz chadeckiej Partii Społeczno-Chrześcijańskiej (COPEI). Na skutek antykomunistycznej linii Betancourta z porozumienia wykluczono Komunistyczną Partię Wenezueli. Działacze tych partii spotkali się w rezydencji Rafaela Caldery, gdzie ustalili oni wspólną strategię i zdecydowali o niedopuszczeniu w kraju do rewolucji ani zamachu stanu. Partie te doprowadziły do zmiany konstytucji wenezuelskiej w 1961, wprowadzając do niej zapisy rozszerzające kompetencje prezydenta. Przywódcy AD a więc w tej liczbie Betancourt, URD i COPEI ustalili iż w ciągu pięciu kolejnych lat, tj. podczas kadencji prezydenta, który miał być wybrany w grudniu, kierowane przez nich organizacje będą działały według zasad: respektowania wyników wszystkich wyborów, szacunku dla konstytucji, niezależnie od wyników wyborów, zwycięska partia będzie tworzyła rząd jedności narodowej z udziałem przedstawicieli pozostałych sygnatariuszy porozumienia, każdy rząd jedności narodowej będzie realizował program oparty na wspólnie ustalonych założeniach. Początkowo założenia te miały pozostawać w mocy jedynie pięć lat, w rzeczywistości przetrwały do zwycięstwa Rafaela Caldery w wyborach prezydenckich w 1993, lub według innych do 1999, gdy prezydentem wybrany został Hugo Chávez. 24 czerwca 1960 Betancourt przetrwał próbę zamachu na swoje życie, zorganizowaną przez dominikańskiego dyktatora Rafaela Trujillo, który ściągnął na siebie z tego powodu gwałtowne pogorszenie stosunków z innymi państwami. Druga kadencja Betancourta były okresem zmagania się z ruchem partyzanckim i podziałami gospodarczo-politycznymi - w 1962 roku Rewolucyjny Ruch Lewicy (utworzony w dużej mierze przez byłych członków Akcji Demokratycznej) zorganizował nieudane powstanie znane jako El Carupanazo, miesiąc później w Puerto Cabello, batalion wojska powstał przeciwko rządowi, wydarzenie to przeszło do historii jako Porteñazo w wyniku tejże rebelii zginęło około 400 osób. Prezydent pomimo zmagań z partyzantką dokonał wielu istotnych reform - rozszerzył programy opieki społecznej, zwiększył wydatki na edukację, opowiadał się za zagranicznymi inwestycjami i podejmował starania w celu zwiększenia zróżnicowania gospodarki, by ograniczyć jej zależność od eksportu ropy naftowej.